# Yi (Baoding)
Yi (chinesisch 易县, Pinyin Yì Xiàn) ist ein Kreis der bezirksfreien Stadt Baoding in der chinesischen Provinz Hebei. Er hat eine Fläche von 2.537 Quadratkilometern und zählt 537.564 Einwohner (Stand: Zensus 2010). Hauptort ist die Großgemeinde Yizhou (易州镇).
Die Stätte der zweiten Hauptstadt des Staates Yan (in der Zeit der Streitenden Reiche) (Yan xiadu (yizhi) 燕下都(遗址)), die Westlichen Qing-Gräber (Kaisergräber) (Qing xiling 清西陵), der Zijingguan-Pass der Großen Mauer (Wanli changcheng – Zijingguan 万里长城—紫荆关), die Daodejing-Steinsäule des daoistischen Longxing-Tempels (Longxing guan Daodejing zhuang 龙兴观道德经幢), die neolithische Beifudi-Stätte (Beifudi yizhi 北福地遗址) und die Jing-Ke-Pagode (Sheng ta yuan ta 圣塔院塔) stehen auf der Liste der Denkmäler der Volksrepublik China.

## Administrative Gliederung
Auf Gemeindeebene setzt sich der Kreis aus acht Großgemeinden und neunzehn Gemeinden (davon eine der Hui und Mandschu) zusammen.